# Atraso
El atraso (sinónimo de retardo, retraso, tardanza) es la falta de progreso de una persona o grupo hacia alguna norma cultural avanzada percibida, como por ejemplo las sociedades tradicionales en relación con las modernas sociedades industrializadas científicas y tecnológicamente avanzadas.

## Modelo de Gerschenkron
El modelo de atraso es una teoría del crecimiento económico creada por Alexander Gerschenkron. El modelo postula que cuanto más atrasada esté una economía al comienzo del desarrollo económico, más probable es que ocurran ciertas condiciones:
- Se necesitarán instituciones especiales, incluidas los bancos y el estado, para canalizar adecuadamente el capital físico y el capital humano hacia las industrias.
- Se hará hincapié en la producción de bienes de producción en lugar de bienes de consumo.
- Se hará hincapié en la producción intensiva en capital en lugar de la producción intensiva en mano de obra.
- Habrá una gran escala de producción y de empresa.
- Habrá una dependencia de las tecnologías prestadas en lugar de las locales.
- El papel del sector agrícola, como mercado para nuevas industrias, será pequeño.
- Habrá una dependencia del crecimiento de la productividad.

El modelo de atraso a menudo se contrasta con el  modelo de despegue de Rostov desarrollado por W.W. Rostow, que presenta un modelo de crecimiento económico más lineal y estructuralista, planificándolo en etapas definidas. Sin embargo, los dos modelos no son mutuamente excluyentes, y muchos países parecen seguir ambos modelos de manera bastante adecuada.

## Veblen
El extenso ensayo de 195 Imperial Germany and the Industrial Revolution (Alemania Imperial y la Revolución Industrial) de Thorstein Veblen compara el Reino Unido y Alemania, y concluye que la desaceleración del crecimiento en Gran Bretaña y los rápidos avances en Alemania fueron el "precio a pagar por tomar la iniciativa"..
La industria británica descubrió, en un contexto de pequeñas empresas competidoras, las mejores formas de producir eficientemente. El atraso de Alemania le dio la ventaja de poder adoptar las mejores prácticas en empresas a gran escala.

## Para saber más
- Sandberg, Lars (1982). «Ignorance, Poverty and Economic Backwardness in the Early States of European Industrialization». Journal of European Economic History 11: 675-697. ISSN 0391-5115.